# Fakhreddinemoskee
De Fakhreddinemoskee met zijn achthoekige minaret is een moskee in Deir el-Qamar in Libanon. Het werd gebouwd in 1493 door de druzische emir Fakardin en gerestaureerd in de zestiende eeuw. Het is de oudste moskee op de berg Libanon.